# ホンダカーズ徳島
株式会社ホンダカーズ徳島（英: Honda Cars Tokushima Co.,Ltd.）は、徳島県徳島市に本社を置き、Honda Cars店を展開するホンダ系自動車ディーラー。

## 沿革
- 1974年 - 徳島市東吉野町に株式会社四国ホンダ自販を設立。
- 1977年 - 鴨島店オープン。徳島市に中古車センターオープン。
- 1983年 - 本店リニューアルオープン。
- 1985年 - 株式会社四国ホンダ自販から株式会社ホンダクリオ徳島に社名変更。
- 1986年 - 阿南店オープン。
- 1988年 - 南バイパス店オープン。
- 1989年 - 中古車センターをリニューアル、店名をオートテラスに変更。
- 1993年 - 鴨島店より西店に店名・住所ともに変更。
- 1997年 - 徳島市北常三島町にレイクラフトオープン。徳島市三軒屋町にオートテラス南バイパス店オープン。
- 1999年 - 南バイパス店より南店に店名を変更。レイクラフトRオープン。
- 2002年 - レイクラフトを北店に移動。
- 2003年 - 北店、オートテラス北店オープン。
- 2006年 - Honda全車種取り扱いスタートに伴い、北店より応神店、南店より三軒屋店、西店より国府府中店、阿南店より学原店にそれぞれ店名を変更。
- 2007年 - 本店を応神店に移動、応神店にサービス工場増設。
- 2008年 - 株式会社ホンダクリオ徳島から株式会社ホンダカーズ徳島に社名変更。大原千代ヶ丸店オープン。
- 2019年 - 中古車販売店舗の店名をオートテラスからU-Selectに名称変更。
- 2021年 - 大原千代ヶ丸店と三軒屋店を統合し、新しく三軒屋店をリニューアルオープン。

## 営業所
全て徳島県内に所在している。
- 本社・応神店 - 徳島市応神町東貞方諏訪ノ市16-1
- 三軒屋店 - 徳島市
- 国府府中店 - 徳島市
- 学原店 - 阿南市
- U-Select徳島 - 徳島市
- ホンダレンタリース徳島 - 徳島市